# Якоб Обрехт
Якоб Обрехт (нід. Jacob Obrecht; близько 1457, Гент— 1 серпня 1505, Феррара) — нідерландський композитор, представник нідерландської поліфонічної школи.

## Біографія
Народився у Монсі. Працював півчим у соборах різних міст Нідерландів, керував капелами, кілька років служив при дворі герцога д'Есте в Феррарі (Італія).
Якоб Обрехт є автором 26 мес, 31 мотету (на 2-6 голосів), більше 20 шансонів, раніше помилково Обрехту приписували також Страсті за Матвієм. Використовуючи досягнення попередників (Ґійома Дюфаї та Йоганнеса Окегема), Обрехт вніс чимало нового у поліфонічну традицію. Його музика сповнена контрастів, смілива, навіть коли композитор звертається до традиційних церковним жанрами.
Повне видання творів Обрехта було здійснено в 1912—1921 роках в Амстердамі.